# Верхняя Водянка
Верхняя Водянка — село в Старополтавском районе Волгоградской области России, административный центр Верхневодяновского сельского поселения.
Основано не позднее 1917 года
Население - 594 (2010)

## История
До 1917 года – лютеранский хутор в составе Харьковской (Верхне-Плёсовской) волости Новоузенского уезда Самарской губернии. Дата основания не установлена
В советский период в составе сначала Торгунского (Палласовского), затем Палласовского района (кантона) Трудовой коммуны области немцев Поволжья, с 1924 года Палласовского, с 1935 года Гмелинского кантонов АССР немцев Поволжья. В годы коллективизации организован колхоз "Ноейс Лебен".
28 августа 1941 года был издан Указ Президиума ВС СССР о переселении немцев, проживающих в районах Поволжья. Немецкое население депортировано в Сибирь и Казахстан, село Триппельсдорф в составе Гмелинского района отошло к Сталинградской области (с 1961 года - Волгоградской). Решением Сталинградского  облисполкома от 31 марта 1944 года  №10 §30 «О переименовании населенных пунктов области, имеющих немецкие названия» село Трипельсдорф переименовано в село Верхняя Водянка. В 1950 году в связи с ликвидацией Гмелинского района село вошло в состав Ставрополтавского района области.

## Физико-географическая характеристика
Верхняя Водянка расположена в степи, в Заволжье, в верховьях реки Водянка, имеются пруды, на высоте 52 метра над уровнем моря. Рельеф местности равнинный. Почвы каштановые и светло-каштановые солонцеватые и солончаковые
Расстояние до районного центра села Старая Полтавка составляет 56 км, до областного центра города Волгограда - 340 км, до ближайшего крупного города Саратова - 210 км. Ближайшая железнодорожная станция Гмелинская (Приволжская железная дорога, линия Красный Кут — Астрахань) расположена в 19 км от села.
Климат
Климат умеренный континентальный (согласно классификации климатов Кёппена - Dfa). Многолетняя норма осадков - 339 мм. Наибольшее количество осадков выпадает в июле - 39 мм, наименьшее в марте - 17 мм. Среднегодовая температура положительная и составляет + 6,9 °C, средняя температура самого холодного месяца января -10,3 °C, самого жаркого месяца июля +23,4 °C.
Часовой пояс
Верхняя Водянка, как и вся Волгоградская область, находится в часовой зоне МСК (московское время). Смещение применяемого времени относительно UTC составляет +3:00.

## Население
Динамика численности населения по годам:
| 1920 | 1926 | 1931 | 1987 | 2002 |
| ---- | ---- | ---- | ---- | ---- |
| 151  | 160  | 1488 | ≈560 | 621  |

| 2010 |
| ---- |
| 594  |